# Varunya Wongteanchai
Varunya Wongteanchai (thailändisch วรัญญา วงศ์เทียนชัย;, RTGS: Woranya Wongthianchai; * 7. Januar 1993 in Chiang Rai) ist eine thailändische Tennisspielerin. Ihre ältere Schwester Varatchaya ist ebenfalls Tennisprofi.

## Karriere
Varunya spielt vornehmlich Turniere auf dem ITF Women’s Circuit, bei denen sie bereits 18 Doppeltitel gewonnen hat. Bei den PTT Pattaya Open stand sie 2013 erstmals im Hauptfeld eines WTA-Turniers. An der Seite ihrer Schwester zog sie ins Halbfinale ein, das sie gegen Oqgul Omonmurodova und Alexandra Panowa mit 3:6 und 2:6 verloren.
Sie pausierte sowohl 2020 als auch 2021 die komplette Saison und trat erst im April 2022 wieder auf der Profitour an.

## Turniersiege

### Doppel
| Nr. | Datum             | Turnier             | Kategorie   | Belag             | Partnerin               | Finalgegnerinnen                           | Ergebnis          |
| --- | ----------------- | ------------------- | ----------- | ----------------- | ----------------------- | ------------------------------------------ | ----------------- |
| 1.  | 18. Februar 2011  | Aurangabad          | ITF $10.000 | Hartplatz         | Varatchaya Wongteanchai | Nicole Clerico Maria Masini                | 4:6, 6:2, [10:6]  |
| 2.  | November 2011     | Manila              | ITF $10.000 | Hartplatz         | Napatsakorn Sankaew     | Luksika Kumkhum Peangtarn Plipuech         | 6:1, 3:6, [10:6]  |
| 3.  | 15. März 2012     | Mumbai              | ITF $10.000 | Hartplatz         | Peangtarn Plipuech      | Anja Prislan Krya Shroff                   | 6:1, 6:2          |
| 4.  | 28. Februar 2014  | Nonthaburi          | ITF $10.000 | Hartplatz         | Nungnadda Wannasuk      | Miyu Katō Yuuki Tanaka                     | 6:2, 6:2          |
| 5.  | 2. Mai 2014       | Bangkok             | ITF $10.000 | Hartplatz         | Nungnadda Wannasuk      | Lee Hua-chen Shweta Rana                   | 1:6, 6:3, [10:8]  |
| 6.  | 9. Mai 2014       | Bangkok             | ITF $10.000 | Hartplatz         | Nungnadda Wannasuk      | Kyōka Okamura Hirono Watanabe              | 6:2, 7:5          |
| 7.  | 7. Juni 2014      | Tarakan             | ITF $10.000 | Hartplatz (Halle) | Varatchaya Wongteanchai | Beatrice Gumulya Jessy Rompies             | 5:7, 6:4, [11:9]  |
| 8.  | 11. Juli 2014     | Bangkok             | ITF $10.000 | Hartplatz         | Varatchaya Wongteanchai | Luksika Kumkhum Tamarine Tanasugarn        | 6:3, 4:6, [10:8]  |
| 9.  | 17. Oktober 2014  | Bangkok             | ITF $25.000 | Hartplatz         | Varatchaya Wongteanchai | Martina Borecká Lesley Kerkhove            | 6:2, 5:7, [10:7]  |
| 10. | 11. Juni 2016     | Scharm asch-Schaich | ITF $10.000 | Hartplatz         | Shivika Burman          | Sabrina Bamburac Brenda Njuki              | 6:3, 6:4          |
| 11. | 21. Oktober 2016  | Hua Hin             | ITF $10.000 | Hartplatz         | Nudnida Luangnam        | Chompoothip Jundakate Tamachan Momkoonthod | 6:2, 6:72, [10:0] |
| 12. | 2. Dezember 2016  | Hua Hin             | ITF $10.000 | Hartplatz         | Nudnida Luangnam        | Mai Hontama Yukina Saigō                   | 7:5, 6:3          |
| 13. | 28. April 2017    | Hua Hin             | ITF $15.000 | Hartplatz         | Nudnida Luangnam        | Patcharin Cheapchandej Han Sung-hee        | 7:5, 6:2          |
| 14. | 21. Juli 2017     | Hua Hin             | ITF $15.000 | Hartplatz         | Nudnida Luangnam        | Patcharin Cheapchandej Han Sung-hee        | 6:2, 7:65         |
| 15. | 11. August 2017   | Nonthaburi          | ITF $15.000 | Hartplatz         | Tamachan Momkoonthod    | Genevieve Lorbergs Stefanie Tan            | 6:3, 6:4          |
| 16. | 7. Oktober 2017   | Nonthaburi          | ITF $15.000 | Hartplatz         | Nudnida Luangnam        | Elaine Genovese Oona Orpana                | 6:4, 6:4          |
| 17. | 15. Dezember 2017 | Pune                | ITF $25.000 | Hartplatz         | Jessy Rompies           | Samantha Murray Ana Veselinović            | 6:4, 6:2          |
| 18. | 16. November 2018 | Nonthaburi          | ITF $15.000 | Hartplatz         | Nudnida Luangnam        | Bunyawi Thamchaiwat Ramu Ueda              | 2:6, 6:4, [10:7]  |